# Degano (rivière)
Pour les articles homonymes, voir Degano.
Le torrent Degano (en frioulan : « Dean ») est une torrent qui naît à 1 039 m dans les Alpes carniques dans la commune de Forni Avoltri de la confluence du rio Fleons et du rio Bordaglia, débouche après 37 km dans le fleuve Tagliamento à l’altitude de 359 m près de la commune de Villa Santina, en ce lieu la vallée prend le nom de Val Degano, une des sept vallées de la région alpine de la Carnia en province d'Udine.

## Affluents
De droite les rii Avanza, Avoltruzzo, Acqualena, Cerceberans, Alpo, Gramulins, torrenti Pesarina, Miozza, Chiarzò; et de gauche les rii Fulin, Nevâl, Vaglina, Margò, Navas, Moia.

## Villes traversées
Forni Avoltri, Rigolato, Comeglians, Ovaro et Villa Santina.

## Source
- (it) Cet article est partiellement ou en totalité issu de l’article de Wikipédia en italien intitulé « Degano » (voir la liste des auteurs).